# Gustaf Håkansson

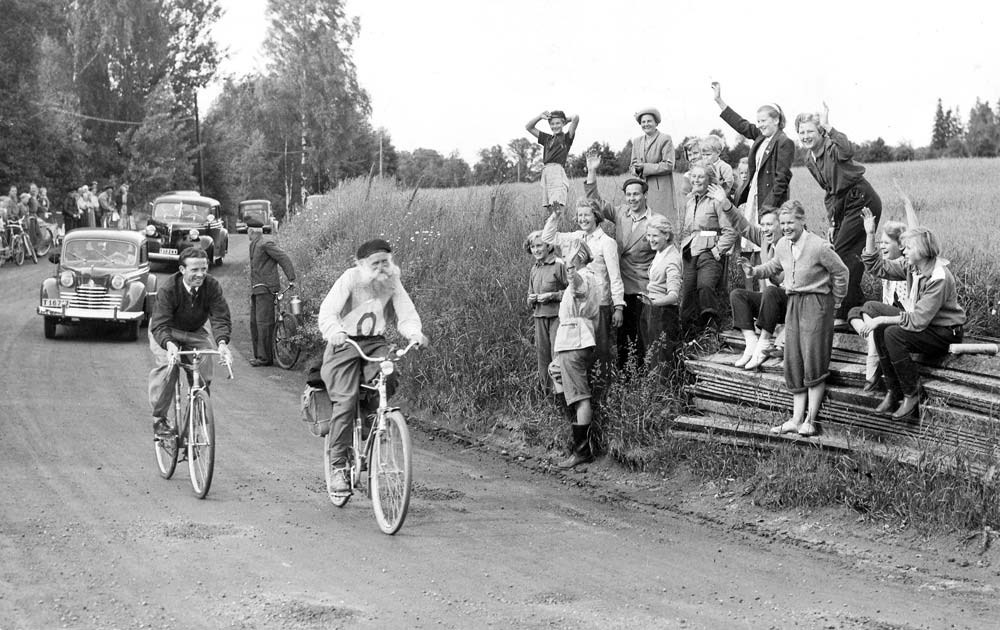
Gustaf Håkansson (rechter Radfahrer) beim Sverigeloppet

Nils Gustaf Håkansson (* 15. Oktober 1885 in Helsingborg; † 9. Juni 1987 in Ekerö, Stockholm) wurde als Stålfarfar ("Super-Großvater" oder "Stahl-Opa" – nach dem schwedischen Namen für Superman) berühmt, nachdem er im Juli 1951 im Alter von 66 Jahren mit dem Fahrrad den Sverigeloppet, ein Rennen über die gesamte Länge Schwedens, bestritten hatte.

## Leben

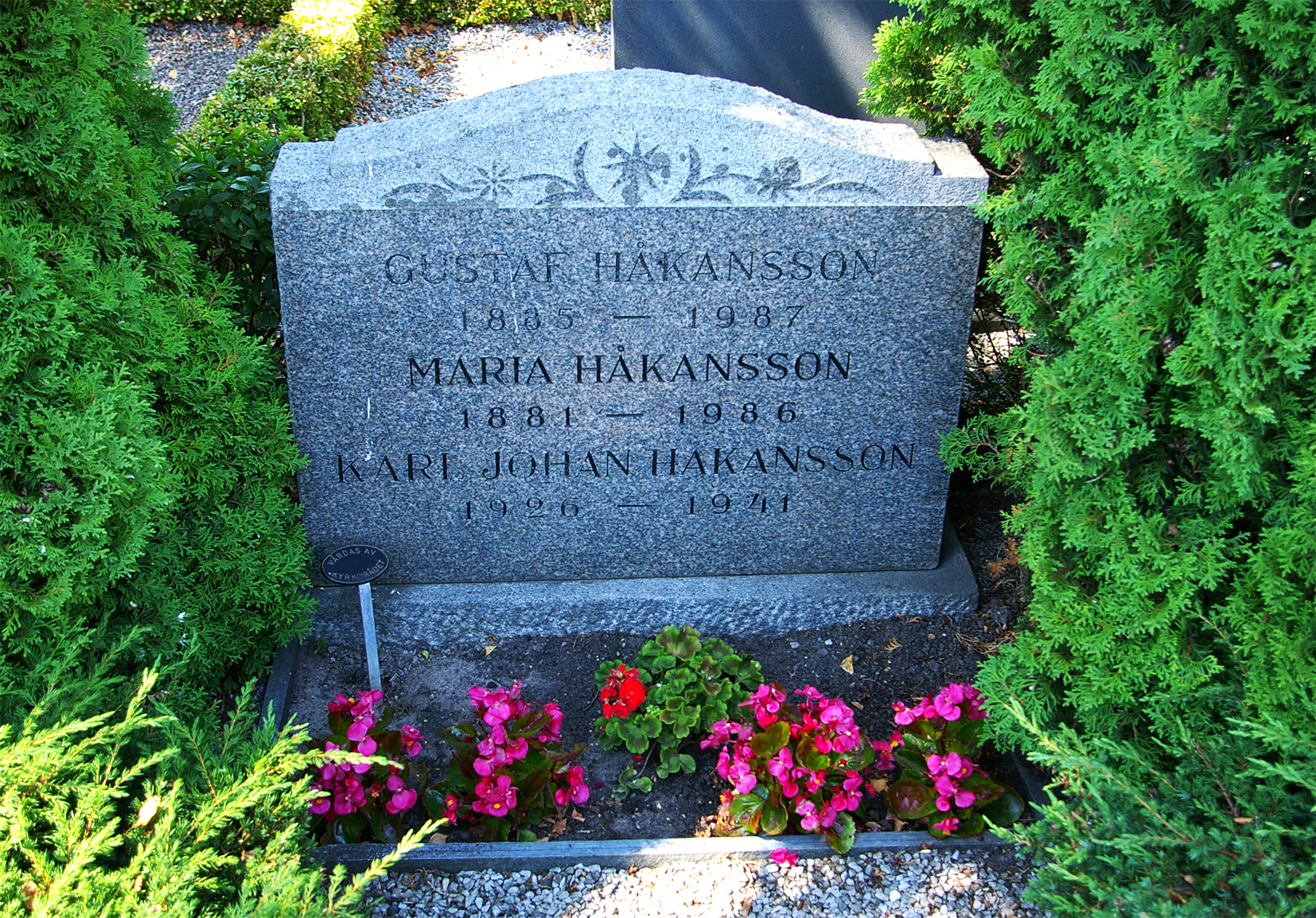
Grab Håkanssons, wo er mit seiner Ehefrau und seinem Sohn begraben liegt

Håkansson wohnte in Gantofta in Helsingborg, wo er Busfahrer war, während seine Frau Maria ein Café betrieb. Im Jahr 1927, im Alter von 42 Jahren, bezwang er die nordschwedischen Berge mit dem Fahrrad.
1951, im Alter von 66 Jahren, nahm Håkansson außer Konkurrenz an der 1764 Kilometer langen Radtour Sverigeloppet von Haparanda nach Ystad teil. Wegen seines hohen Alters hatten die Organisatoren ihm die Teilnahme verweigert. Das Höchstalter für Rennteilnehmer lag bei 40 Jahren, aber er startete trotzdem von Haparanda aus, offiziell nicht unter den Teilnehmern, sondern eine Minute nach dem letzten von ihnen, und trug ein Hemd, auf das er eine große Null als Startnummer geschrieben hatte. Die Tour wurde in mehreren Etappen gefahren, und während die Teilnehmer schliefen, trat Håkansson bis zu drei Tage lang in die Pedale, ohne zu schlafen. Während des Wettbewerbs wurde er als "Stålfarfar" vorgestellt, ein Name, der ihn seit den späten 1940er Jahren begleitete. Er trug einen langen, wallenden weißen Bart, der ihn noch älter aussehen ließ, und die Organisatoren befürchteten, dass die Zuschauer die Teilnehmer des Rennens auslachen würden. Viele Zeitungen berichteten über seine Geschichte, und er wurde berühmt, als die Nation seine Reise durch das Land verfolgte.
Während einer mehrstündigen Pause in Söderhamn forderte die Polizei ihn auf, sich einer medizinischen Untersuchung zu unterziehen, die ergab, dass Hakansson bei guter Gesundheit war. Nach 6 Tagen, 14 Stunden und 20 Minuten kam er in Ystad an – 24 Stunden vor den restlichen Teilnehmern. Es gab eine Parade mit einem Spielmannszug und Håkansson, der auf den Schultern jüngerer Männer saß. Am nächsten Tag hatte er eine Audienz bei König Gustaf VI. Adolf von Schweden.
Håkansson wurde in der Folge für Werbeauftritte bezahlt und tourte lange Zeit mit seinen religiösen Liedern durch die Volksparks und Altenheime des Landes. In Liseberg nahm er eine Schallplatte auf und wurde als der damals älteste Schallplattenkünstler der Welt bekannt.
1959 fuhr Håkansson mit dem Fahrrad nach Jerusalem, um die heiligen Stätten zu besuchen. Seine letzten Fahrradtouren unternahm er, nachdem er 100 Jahre alt geworden war. Zum Zeitpunkt seines Todes war er fast 102 Jahre alt. Seine Frau Maria starb ein Jahr vor ihm im Alter von fast 105 Jahren. Das Ehepaar ist auf dem Friedhof von Kvistofta begraben, zusammen mit einem Sohn, der vor ihnen starb.